# Parapercis filamentosa
Parapercis filamentosa és una espècie de peix de la família dels pingüipèdids i de l'ordre dels perciformes.

## Descripció
Fa 18 cm de llargària màxima i presenta, a la meitat superior del cos, 7 franges fosques amb 3-4 punts marrons foscos en llurs parts baixes (les darreres sis franges amb 3 parells de punts cada una, i, a sota de cada parell i al costat inferior, una taca fosca gran); 2 puntets marrons foscos (l'un a sobre de l'altre) a la base de l'aleta caudal. 4-5 espines i 20-24 radis tous a l'aleta dorsal i 1 espina i 16-20 radis tous a l'anal. Els radis anteriors de la part tova de l'aleta dorsal són perllongats i filamentosos en els adults grossos (del segon al quart són els més allargats de tot el conjunt).

## Alimentació
El seu nivell tròfic és de 3,34.

## Hàbitat i distribució geogràfica
És un peix marí, demersal i de clima tropical, el qual viu al Pacífic occidental: des de Hainan (la Xina) fins a Tailàndia i Indonèsia, incloent-hi Malàisia i Singapur.

## Observacions
És inofensiu per als humans.